# ناینا (فیلم ۲۰۰۵)
ناینا (به هندی: Naina) فیلمی محصول سال ۲۰۰۵ و به کارگردانی شریپال موراکیا است. در این فیلم بازیگرانی همچون اورمیلا ماتوندکار، آرجون ساونی، مالاویکا، آماردیپ سینها، کامینی خانا ایفای نقش کرده‌اند.